# Электронная армия Ирана
Электронная армия Ирана (перс. ارتش سایبری ایران‎) — группа иранских хакеров, предположительно связанная с правительством Ирана, хотя само правительство отрицает эту связь. По сообщению газеты Guardian, эта группа принесла присягу на верность высшему руководителю Ирана.
По сообщениям онлайнового издания Tehran Bureau, план создания «электронной армии Ирана» был разработан корпусом стражей исламской революции в 2005 году. Электронная армия Ирана взяла на себя ответственность за несколько кибератак, проведённых через Интернет с 2009 года, в частности, против Baidu и Twitter.
В 2012 году группа хакеров, заявивших о себе как «Ласточки» (перс. پرستو‎), взломала сервера МАГАТЭ. Экспертами по инфобезопасности высказывалось предположение, что за этой атакой стояла «электронная армия Ирана».
В 2013 году генерал корпуса стражей исламской революции заявил, что Иран имеет «4-ю в мире по своим возможностям киберармию». Это заявление было подтверждено израильским  институтом исследований национальной безопасности.